# Hidroxid de stronțiu
Hidroxidul de stronțiu este o bază alcătuită din două grupări hidroxil și un atom de stronțiu. Formula sa chimică este Sr(OH)2. 
1. ↑  „Hidroxid de stronțiu”, Strontium dihydroxide (în engleză), PubChem, accesat în 18 noiembrie 2016
2. ↑  Strontiumhydroxid (în germană), GESTIS database, accesat în 4 noiembrie 2018